# Красненський район
Красненський район (рос. Красненский район) — адміністративна одиниця Росії, Бєлгородська область. До складу району входять 10 сільських поселень.
Адміністративний центр — село Красне.

## Географія
Розташований на південних схилах Середньоросійської височини. Територія — 851,9 км². Межує на півночі й сході з Воронезькою областю, на півдні — з Алексєєвським і Красногвардійським районами, на заході — з Новооскольським, Чернянським і Старооскольським районами Бєлгородської області.

## Історія
При створенні 6 січня 1954 року Бєлгородської області в її склад з Воронезької області було передано Уколовський район. Указом Президії Верховної Ради РРФСР від 8 січня 1958 року Уколовський район було перейменовано на Красненський. У грудні 1962 року Красненський район було скасовано, його територія увійшла до складу Алексєєвского району Бєлгородської області.
25 лютого 1991 року Указом Верховної Ради РРФСР «Про утворення Красненського району у Бєлгородській області» було відновлено Красненський район.

## Адміністративний поділ
- Большовське сільське поселення
- Горкінське сільське поселення
- Готовське сільське поселення
- Камизинське сільське поселення
- Красненське сільське поселення
- Круглівське сільське поселення
- Лєсноуколовське сільське поселення
- Новоуколовське сільське поселення
- Расховецьке сільське поселення
- Сетищенське сільське поселення